# Спай Смэшер (киносериал)
Спай Смэшер (англ. Spy Smasher) — американский черно-белый сериал, основанный на персонаже Спай Смэшер, который является частью DC Comics. Сериал был создан кинокомпанией Republic Pictures и выпускался с 4 апреля 1942 г. Сериал насчитывает в общем 12 серий. В 1966 году по мотивам сериала был снят фильм «Spy Smasher Returns».
Спай Смэшер был 25-м из 66 сериалов, выпущенных Republic Pictures.

## Сюжет
Алан Армстронг, также известный как Спай Смэшер, сражается с нацистским злодеем, известным как Маска, который возглавляет банду диверсантов, полных решимости распространить разрушения по всей Америке.

## В ролях
| Актер           | Роль                                          |
| --------------- | --------------------------------------------- |
| Кэйн Ричмонд    | Алан Армстронг / Спай Смэшер / Джек Армстронг |
| Маргерит Чапман | Ив Корби                                      |
| Сэм Флинт       | Адмирал Корби                                 |
| Ганс Шумм       | Маска                                         |
| Трис Коффин     | Дрейк                                         |

Остальных актёров и их роль в сериале можно посмотреть на IMDb

## Главы
1. America Beware (28 мин.)
2. Human Target (17 мин.)
3. Iron Coffin (16 мин.)
4. Stratosphere Invaders (16 мин.)
5. Descending Doom (16 мин.)
6. The Invisible Witness (16 мин.)
7. Secret Weapon (16 мин.)
8. Sea Raiders (16 мин.)
9. Highway Racketeers (16 мин.)
10. 2700° Fahrenheit (16 мин.)
11. Hero’s Death (16 мин.)
12. V… (16 мин.)

## Создатели
- Режиссёр: Уильям Уитни
- Сценаристы: Рональд Дэвидсон, Норман С. Холл, Уильям Лайвли, Джозеф О’Доннелл, Джозеф Поланд
- Продюсер: Уильям Дж. О’Салливан
- Композитор: Морт Гликман
- Оператор-постановщик: Реджи Леннинг
- Монтажеры: Тони Мартинелли, Эдвард Тодд
- Арт-директор: Джон Виктор Маккай
- Декоратор: Моррис Браун
- Гримеры: Пегги Грей, Боб Марк
- Управление производством: Мэк Д’Агостино, Макс Шоенберг
- Художник: Ральф Оберг
- Звукорежиссёры: Дэниел Дж. Блумберг, Чарльз Л. Лутенс
- Художники по визуальным эффектам: Ховард Лайдекер, Теодор Лайдекер
- Каскадёры: Якима Канутт, Томми Коутс, Джон Дахейм, Джеймс Фоусет, Дьюк Грин, Джерри Джером, Эдди Джуареги, Берт Лебарон, Кэри Лофтин, Чарльз Риган, Лорен Рибе, Бадди Рузвельт, Дэвид Шарп, Кай Слокам, Том Стил, Дьюк Тейлор, Кен Террелл, Сид Трой, Билл Уилкенс, Бад Вулф
- Монтёры: Нельс Матиас, Джейк Ропер
- Художник по костюмам: Адел Палмер
- Киномонтажёр: Мюррей Селдин
- Кинокомпозиторы: Сай Фойер, Рауль Краушар, Пол Сотелл, Арнольд Шварцвальд

## Релиз
- США — 4 апреля 1942
- Мексика — 23 апреля 1943
- Португалия — 17 июля 1944
- Франция — январь 2003

## Название
- Оригинальное название — Spy Smasher
- Австралия — Spysmasher
- Бразилия — Terror dos Espiões
- Мексика — El terror de los espías
- Португалия — O Alvo Humano